# 딜라이노 디실즈 주니어
딜라이노 디아브 디실즈(영어: Delino Diaab DeShields, 1992년 8월 16일 ~ )는 딜라이노 디실즈 주니어(Delino DeShields Jr.)라는 이름으로 알려져 있는 전 미국의 야구 선수(외야수)이다. 2015년 5월 이달의 신인상을 수상했다. 1990년대 메이저 리그에서 활약한 야구 선수인 딜라이노 디실즈의 아들이기도 하다.